# Dorothy Greenhough-Smith
Dorothy Greenhough-Smith, née le 27 septembre 1882 et morte le 9 mai 1965, est une patineuse artistique britannique.
Elle remporte une médaille d'argent aux Championnats du monde 1912 et une médaille d'argent aux Jeux olympiques d'été de 1908. Elle est sacrée championne de Grande Bretagne en 1908 et en 1911.
Elle a aussi été joueuse de tennis, disputant le tournoi de Wimbledon 1914 où elle est éliminée au premier tour.

## Palmarès
| Compétitions en individuelle                                               | 1906 | 1907 | 1908 | 1909 | 1910 | 1911 | 1912 |
| Jeux olympiques                                                            |      |      | 3e   |      |      |      | X    |
| Championnats du monde                                                      | 5e   |      |      |      |      |      | 2e   |
| Championnats de Grande-Bretagne                                            |      | 3e   | 1re  | 3e   |      | 1re  |      |
| Légende : X = Pas de patinage artistique aux Jeux olympiques d'été de 1912 |      |      |      |      |      |      |      |